# Mesothriscus prognathus
Mesothriscus prognathus är en skalbaggsart som beskrevs av Sharp 1903. Mesothriscus prognathus ingår i släktet Mesothriscus och familjen jordlöpare. Inga underarter finns listade i Catalogue of Life.